# Юлі Бертельсен
Юлі Івало Броберг Бертельсен (Julie Ivalo Broberg Berthelsen), у шлюбі Dahl Høegh, відома як Julie (*7 червня 1979, Орхус, Данія) — гренландська співачка, телеведуча та акторка.

## Життєпис
Народилася в Данії в родині Гелен Броберг (1953) з Гренландії та данця. Батьки розлучилися незабаром після її народження, після чого вона переїхала з матір'ю та сестрою спочатку в Кекертарсуак, а потім у Нуук. 
У 1988 році, коли їй було 9 років, її мати одружилася з музикантом і політиком Пером Бертельсеном (1950) і взяла його прізвище.
Юлі Бертельсен п'ять років була в стосунках з гандболістом і племінником прем'єр-міністра Джонатана Моцфельдта Гансом Петером Мотцфельдтом-Кієдом (1975). З 2008 року зустрічалася з гандболістом Мініком Далем Хоеґом (1985), сином Кеннета Хоега (1966) і Пітсі Хоеґ (1964), від якого народила синів Каспера Нанока (2012) і Сіа (2015). Одружилася з ним 5 липня 2019 року.

## Кар'єра
Юлі Бертельсен почала співати в 11 років, а в 15 виступила як фонова співачка на концерті возз’єднання з гуртом свого батька Sumé. З 1995 по 1998 рік вона відвідувала середню школу, де зустріла на два роки старшц Ніну Кройцманн Йоргенсен. Разом вони заснували гурт Nuna в 1998 році. Того ж року вони взяли участь у мюзиклі Силаміута Sarsuasut («The People Streaming By»), а потім випустили пісні на CD, який мав великий успіх. Потім гурт вирушив в турне. Того ж року, після закінчення середньої школи, Юлі переїхала до Норвегії, де вивчала музику та театр у Folkehøjskole. Через рік вона повернулася до рідного міста, щоб вивчати медицину в Орхуському університеті. У 2000 році взяла участь у записі компакт-диска Zedna разом з іншими відомими гренландськими співачками, включаючи Ніну та Нукаку Костер-Вальдау, диск став найуспішнішим музичним виробництвом року в Гренландії.

### Музика
У 2002 році Джулі Бертелсен стала відомою в Данії, коли взяла участь у данській версії телешоу Popstars. Вона посіла друге місце після Йона Норгаарда та зробила успішну міжнародну кар’єру. У 2003 році вона випустила дебютний альбом Home, який розійшовся тиражем 90 000 копій. У тому ж році вона була нагороджена Премією культури Гренландії. Вона також отримала рекордні нагороди за данську співачку року, данську початківицю року та данський попреліз року за альбом. Вона виступала перед рекордним натовпом у 50 000 гостей на Гренландському дні Тіволі.
У 2004 році випустила другий альбом Julie, у 2007 році Asasara («Моє кохання») і у 2009 році Lige nu («Прямо зараз»). На цих альбомах вона співала переважно данською або англійською мовами й лише незначною мірою гренландською.
У 2004 році Бертельсен виступала в палаці Крістіансборг з нагоди одруження данського кронпринца Фредеріка з Мері Дональдсон. У 2008 році вона брала участь у Білому концерті, присвяченому 40-річчю виходу Білого альбому Beatles, де виконала пісню Ob-La-Di, Ob-La-Da. У 2009 році вона зіграла роль Ніві у фільмі Отто Розінга Nuummioq, який вважається першим гренландським художнім фільмом.

### Телебачення
У 2010 році вона з'явилася в Данії на телешоу Allstars, де чотири групи з двох солістів у кожній мали керувати хором. Бертельсен змагалася з Ніною та гренландським хором і виграла конкурс, призові 250 000 крон пожертвувала на благодійність. Вона також була ведучою Dansk Melodi Grand Prix 2010 і щорічно веде Julehilsen til Grønland на данському телебаченні. Також у 2010 році вона випустила свій останній альбом Closer, який містить англійські, данські та гренландські пісні.
У 2010 році була зображена як одна з 20 гренландців у книзі Лінга Рібера Kalaallit Nunaat: Silarsuaq eqqarsaatigisatsitut ippoq («Гренландія: світ такий, яким ми його думаємо»). У 2015 році вона видала книгу Sund Balance з порадами щодо здорового харчування та життя. Ще один портрет з’явився в аудіокнизі Лізи Равн у 2016 році Glimt af Grønland: Min barndom i Grønland («Поблиск Гренландії: моє дитинство в Гренландії»). У 2018 і 2019 роках вона озвучувала аудіокниги для Камілли Гребес Husdyret і Skyggejægeren.
Разом з Ніною Джулі взяла участь у Dansk Melodi Grand Prix 2019 з англо-гренландською піснею League of Light, де вони посіли друге місце після Леонори, яка представила Данію на пісенному конкурсі Євробачення 2019. На Dansk Melodi Grand Prix 2020 виконувала роль членкині журі.

## Дискографія
- 2003: Home
- 2004: Julie
- 2006: Asasara
- 2009: Lige nu
- 2010: Closer